# انگل‌سانان
انگل‌سانان(نام علمی: Parasitiformes) نام یک راسته از زیررده کنه‌ها است.